# Polish Yachting Association of North America
Polish Yachting Association of North America (PYANA) – organizacja polonijnych klubów żeglarskich w Ameryce Północnej znajdująca się w Chicago, USA. 
Stowarzyszenie propaguje umacnianie i zjednoczenie żeglarstwa polonijnego w Ameryce Północnej. Realizuje wspólne przedsięwzięcia żeglarskie. Pomaga we współpracy, rozwoju i organizacji poszczególnych Klubów. 
PYANA ma też na celu organizację szkolenia żeglarskiego dla emigrantów do USA i Kanady oraz propagowanie kultury i tradycji marynistycznej Stanów Zjednoczonych, Kanady i Polski. 
Do PYANA należy pięć polonijnych klubów żeglarskich:
- Polski Klub Żeglarski w Nowym Jorku
- Polsko-Kanadyjski Klub Żeglarski „Zawisza Czarny”
- Polsko-Kanadyjski Jacht Klub „Biały Żagiel”
- Yacht Klub Polski, San Francisco
- InterProSailing Team

PYANA jest właścicielem regatowego jachtu s/y Fazisi o długości 25 metrów.

## Zarząd[3][4]
W skład zarządu w marcu 2015 wchodzili:
- Komandor - kpt. Krzysztof Kamiński, Joseph Conrad Yacht Club, Chicago
- Vice Komandor - kpt. Janusz Kędzierski, Komandor Polskiego Klubu Żeglarskiego w Nowym Jorku
- Sekretarz - kpt. Antoni Kantor, Polsko-Kanadyjski Jacht Klub „Biały Żagiel”
- Skarbnik - kpt. Michał Laster, Komandor Yacht Klubu Polski, San Francisco

## Historia[3]
Organizację założono 15 maja 1999 podczas spotkania w Chicago z okazji trzydziestolecia Joseph Conrad YC. W spotkaniu brał udział Zbigniew Stosio, sekretarz generalny Polskiego Związku Żeglarskiego. Organizację zarejestrowano w stanie Illinois 24 listopada 1999 jako organizację non-profit.